# Aethiopocassis steindachneri
Aethiopocassis steindachneri is een keversoort uit de familie bladkevers (Chrysomelidae). De wetenschappelijke naam van de soort werd in 1916 gepubliceerd door Spaeth.